# День полнолуния
«День полнолуния» — художественный фильм-притча режиссёра Карена Шахназарова 1998 года.

## Сюжет
Сюжет картины — череда эпизодов из жизни разных людей и разных эпох. В фильме нет какого-то одного главного героя или единой канвы повествования. Картина снята как калейдоскоп эпизодов, в которых реальность сплетена с романтическими воспоминаниями, а жёсткий, почти натуралистический видеоряд оборачивается поэтическим путешествием во времени и пространстве.
Конец XX века. Совершенно незнакомые друг другу люди разыгрывают сценки из жизни, не подозревая, что сквозь толщу времени их деяния отразятся на чужих жизнях.
Представлены «новые русские», гибнущие в очередной разборке, популярный ди-джей, ведущий ночной эфир; старый узбек, объясняющий внуку, где похоронен Чингисхан, и удачливый наёмный убийца; княжна Ольшанская и загадочный монах Таисий; иностранный дипломат и Александр Сергеевич Пушкин, встречающий по дороге в Арзрум красавицу-калмычку.

## В ролях
- Анна Герм — женщина в фиолетовом
- Андрей Панин — капитан
- Елена Коренева — Зоя
- Владимир Ильин — Ребров
- Валерий Приёмыхов — сценарист
- Валерий Сторожик — Олег Николаевич, режиссёр
- Валерий Афанасьев — Егор, бизнесмен
- Галина Анисимова — Вера
- Анна Синякина — девушка по вызову / мёртвая княжна Ольшанская
- Филипп Янковский — монах
- Николай Чиндяйкин — Слава
- Надежда Васильева — Борте
- Алексей Шевченков — Николай, официант
- Василий Зотов — юноша в ресторане
- Андрей Цыганков — киллер
- Наталья Фатеева — обходчица
- Фёдор Сухов — Валера
- Ефим Александров — друг дипломата
- Евгений Стычкин — А. С. Пушкин
- Виллор Кузнецов — официант в старости
- Андрей Лебедев — Иванов, министр иностранных дел
- Максим Лагашкин — парень во дворе
- Оксана Тимановская — Ирина
- Елена Шевалдыкина — Наташа из Владивостока
- Геннадий Храпунков — эпизод
- Дмитрий Осипов — докладчик на конференции
- Александр Робак — Серёга

## Съёмочная группа
- Режиссёр: Карен Шахназаров
- Сценаристы: Карен Шахназаров, Александр Бородянский
- Оператор: Геннадий Карюк
- Композитор: Анатолий Кролл
- Художник: Людмила Кусакова
- Продюсеры: Владимир Досталь, Галина Шадур

## Премии и номинации
- Специальный приз фестиваля и специальное упоминание жюри ФИПРЕССИ на XXXIII Международном кинофестивале в Карловых Варах (Чехия, 1998).
- Приз Президентского совета фестиваля на IX открытом российском кинофестивале в Сочи «Кинотавр» (1998).
- Приз Российской Академии кинематографических искусств «Ника» за лучшую сценарную работу А. Бородянскому и К. Шахназарову (1999).